# Christian Cueva
Christian Alberto Cueva Bravo[carece de fontes?] (Trujillo, 23 de novembro de 1991), é um futebolista peruano que atua como meia. Atualmente, joga pelo Emelec.

## Carreira

### Início
Cueva começou sua carreira no Universidad San Martín, onde foi bicampeão peruano em 2008 e 2010.
Também jogou pelo Universidad César Vallejo, em 2012.
Em 2013, jogou pelo Unión Española, do Chile, onde também foi campeão nacional. Em agosto de 2013, assinou por empréstimo pelo Rayo Vallecano. Após não ter tantas chances na Espanha, retornou ao Peru para jogar pelo Alianza Lima.
Em julho de 2015, assinou com o Toluca, sendo um dos destaques da equipe no Campeonato Mexicano e na Copa Libertadores da América de 2016. Pelo Toluca, Cueva fez 49 jogos e seis gols na temporada 2015/2016.

### São Paulo

#### 2016
No dia 2 de junho de 2016, foi anunciado como novo jogador do São Paulo por cerca de R$ 8 milhões pagos ao Toluca, logo após ser convocado pela seleção do Peru para a participação na Copa América Centenário.
Fez sua estreia em 29 de junho, na vitória por 2–1 sobre o Fluminense, no Morumbi. Marcou seu primeiro gol em 17 de julho, no clássico contra o Corinthians, na Arena Corinthians, após sofrer o pênalti e converter o gol. No jogo contra a Chapecoense, marcou os dois gols do São Paulo no empate por 2–2. No dia 21 de agosto, em jogo contra o Internacional, no Beira-Rio, marcou um gol de pênalti, no empate por 1–1. No clássico contra o Corinthians, pela 34ª rodada do Campeonato Brasileiro, marcou um gol e deu três assistências na goleada por 4–0.

#### 2017
Marcou seu primeiro gol na temporada 2017 na goleada por 5–2 sobre a Ponte Preta, pelo Campeonato Paulista. Na rodada seguinte, voltou a marcar na vitória por 3–1 no clássico contra o Santos, na Vila Belmiro. Em 22 de fevereiro, fez o gol da vitória sobre o São Bento por 3–2 Devido à suas boas atuações, renovou contrato com o São Paulo até 2021. No dia 17 de setembro, em jogo contra o Vitória, pela 24ª rodada do Campeonato Brasileiro, marcou um gol olímpico, dando a vitória ao São Paulo por 2–1. Também foi o sétimo gol olímpico da história do clube.

#### 2018
Fez sua primeira partida na temporada 2018 pela segunda rodada do Campeonato Paulista, entrando no decorrer da partida contra o Novorizontino, em jogo que terminou empatado em 0–0.Dias depois, se recusou a viajar para Mirassol para enfrentar a equipe local, devido a recusa do São Paulo em uma proposta do Al-Hilal, da Arábia Saudita. Em consequência disso, não foi relacionado para o clássico contra o Corinthians, e também para a partida de estreia do São Paulo pela Copa do Brasil, contra o Madureira. Após ser barrado por três jogos, a mando da diretoria, voltou a ser relacionado para o jogo contra o Botafogo-SP, pela quinta rodada do Paulistão.Contra o Botafogo-SP, iniciou o jogo no banco de reservas, entrando após o intervalo e marcando seu primeiro gol na temporada, convertendo o pênalti na vitória por 2–0.
Após a saída de Dorival Junior e a chegada de Diego Aguirre, acabou perdendo espaço no time, sendo titular em apenas dois jogos sob o comando do uruguaio. Fez seu último jogo em 9 de maio, na partida de volta contra o Rosário Central pela Copa Sul-Americana, entrando no decorrer da partida e sendo expulso, após dar uma solada no adversário. Após o jogo, o diretor de futebol Raí confirmou a saída de Cueva para a Copa do Mundo.
Ao todo, atuou em 89 partidas pelo Tricolor Paulista, com 20 gols marcados.

### Krasnodar

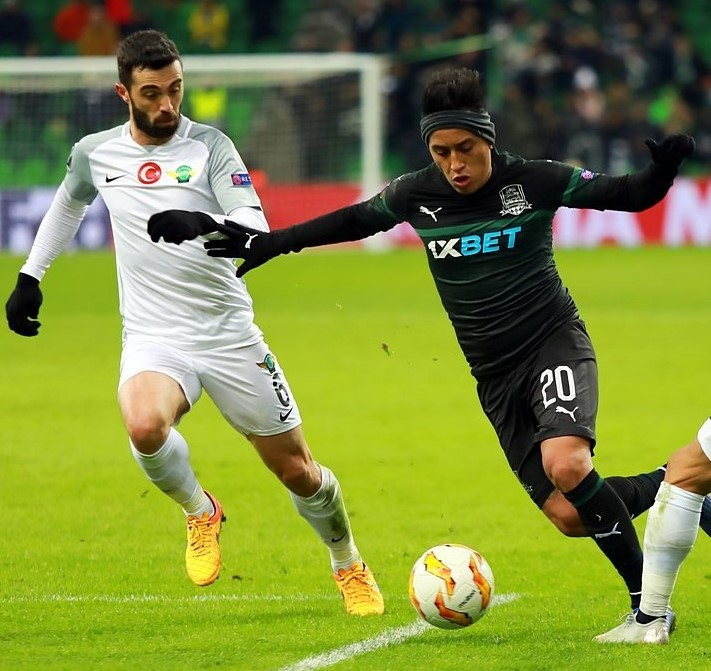
Cueva em jogo pela Liga Europa contra o Akhisar Belediyespor

Após sua participação na Copa do Mundo FIFA de 2018, foi vendido ao Krasnodar, da Rússia. No total, o São Paulo recebeu 8 milhões de euros (cerca de R$ 36 milhões) podendo render uma quantia ainda maior, a depender de metas estabelecidas em contrato.
Ele fez sua estreia no dia 29 de julho, entrando aos 63 minutos da partida contra o Rubin Kazan pelo Campeonato Russo. No dia 5 de dezembro, Cueva marcaria seu primeiro e único gol pelo Krasnodar, sendo este uma cobrança de falta magistral no empate em 2 a 2 contra o Rostov pelas quartas de final da Copa da Rússia.

### Santos
Em 7 de fevereiro de 2019, assinou por empréstimo com o Santos até 30 de janeiro de 2020. Após o empréstimo finalizar, seria jogador definitivo do clube paulista. No total, o Santos pagaria 7 milhões de dólares (cerca de R$ 26 milhões) ao clube russo.
Cueva fez sua estreia em 9 de fevereiro de 2019, na vitória contra o Mirasol pelo Campeonato Paulista. Em 27 de agosto, marcou seu primeiro gol pelo Santos em amistoso contra o Audax.
Christian Cueva deixou o Santos, em 2020, alegando falta de pagamentos e, antes mesmo de conseguir sua rescisão, assinou contrato com o Pachuca do México.

### Pachuca
Após conseguir sua liberação do Santos na justiça, assinou com o Pachuca.

### Yeni Malatyaspor
Após apenas três jogos pelo Pachuca, totalizando 49 minutos, acertou com o Yeni Malatyaspor, da Turquia.

### Al-Fateh
Em fevereiro de 2021, Cueva foi contratado pelo Al-Fateh da liga da Arábia Saudita contrato assinado é válido até junho de 2022. Cueva teria sua estreia oficial na derrota por 4 a 1 diante do Al Ittihad, pela 17ª rodada do Campeonato Saudita de Futebol Anotou seu primeiro golo pelo clube em uma cobrança de falta na vitória ante Al-Shabab por 2 a 1.

### Alianza Lima
O Alianza Lima anunciou a contratação de Christian Cueva para a disputa da Libertadores em 13 de março de 2023, ele foi contratado por empréstimo de seis meses junto ao Al-Fateh.
Com consecutivas lesões musculares, Cueva chegou a contratar um preparador físico pessoal para readquirir o ritmo.

### Cienciano
No dia 18 de agosto de 2024, assinou com o clube peruano Cienciano.

## Seleção Peruana
Foi convocado pela Seleção Peruana de Futebol para disputar o Campeonato Sul-Americano de Futebol Sub-20 de 2011, realizado no Peru.
Marcou seu primeiro gol pela seleção principal em partida contra o Brasil, pela Copa América de 2015.
Em 16 de novembro de 2017, na partida de volta da repescagem intercontinental contra a Nova Zelândia, deu a assistência para o primeiro gol de Farfán, na vitória por 2–0, classificando o Peru para a Copa do Mundo de 2018 depois de 36 anos de ausência.

## Estatísticas
Até 14 de setembro de 2019.

### Clubes
| Clube             | Temporada         | Campeonato nacional | Campeonato nacional | Campeonato nacional | Copa nacional[a] | Copa nacional[a] | Copa nacional[a] | Competições continentais[b] | Competições continentais[b] | Competições continentais[b] | Outros torneios[c] | Outros torneios[c] | Outros torneios[c] | Total | Total | Total   |
| Clube             | Temporada         | Jogos               | Gols                | Assist.             | Jogos            | Gols             | Assist.          | Jogos                       | Gols                        | Assist.                     | Jogos              | Gols               | Assist.            | Jogos | Gols  | Assist. |
| ----------------- | ----------------- | ------------------- | ------------------- | ------------------- | ---------------- | ---------------- | ---------------- | --------------------------- | --------------------------- | --------------------------- | ------------------ | ------------------ | ------------------ | ----- | ----- | ------- |
| São Paulo         | 2016              | 24                  | 7                   | 5                   | 2                | 0                | 0                | –                           | –                           | –                           | –                  | –                  | –                  | 26    | 7     | 5       |
| São Paulo         | 2017              | 28                  | 3                   | 7                   | 5                | 2                | 1                | 1                           | 0                           | 0                           | 11                 | 5                  | 3                  | 45    | 10    | 11      |
| São Paulo         | 2018              | 3                   | 0                   | 2                   | 5                | 1                | 1                | 1                           | 0                           | 0                           | 9                  | 2                  | 1                  | 18    | 3     | 4       |
| São Paulo         | Total             | 55                  | 10                  | 14                  | 12               | 3                | 2                | 2                           | 0                           | 0                           | 20                 | 7                  | 4                  | 89    | 20    | 20      |
| Santos            | 2019              | 5                   | 0                   | 0                   | 3                | 0                | 0                | –                           | –                           | –                           | 8                  | 0                  | 0                  | 16    | 0     | 0       |
| Santos            | Total             | 5                   | 0                   | 0                   | 3                | 0                | 0                | 0                           | 0                           | 0                           | 8                  | 0                  | 0                  | 16    | 0     | 0       |
| Total na carreira | Total na carreira | 60                  | 10                  | 14                  | 15               | 3                | 2                | 2                           | 0                           | 0                           | 28                 | 7                  | 4                  | 105   | 20    | 20      |

- a. ^ Jogos da Copa do Brasil
- b. ^ Jogos da Copa Libertadores da América e Copa Sul-Americana
- c. ^ Jogos do Campeonato Paulista e Florida Cup

### Gols pela Seleção Peruana
| Gols de Christian Cueva pela Seleção Peruana | Gols de Christian Cueva pela Seleção Peruana | Gols de Christian Cueva pela Seleção Peruana     | Gols de Christian Cueva pela Seleção Peruana | Gols de Christian Cueva pela Seleção Peruana | Gols de Christian Cueva pela Seleção Peruana | Gols de Christian Cueva pela Seleção Peruana |
| Gol                                          | Data                                         | Local                                            | Oponente                                     | Placar                                       | Resultado                                    | Competição                                   |
| -------------------------------------------- | -------------------------------------------- | ------------------------------------------------ | -------------------------------------------- | -------------------------------------------- | -------------------------------------------- | -------------------------------------------- |
| 1.                                           | 14 de junho de 2015                          | Estádio Municipal Germán Becker, Temuco, Chile   | Brasil                                       | 1–0                                          | 1–2                                          | Copa América de 2015                         |
| 2.                                           | 24 de maio de 2016                           | Estádio Nacional do Peru, Lima, Peru             | Trinidad e Tobago                            | 1–0                                          | 4–0                                          | Amistoso                                     |
| 3.                                           | 9 de junho de 2016                           | University of Phoenix Stadium,Glendale,EUA       | Equador                                      | 1–0                                          | 2–2                                          | Copa América Centenário                      |
| 4.                                           | 7 de setembro de 2016                        | Estádio Nacional do Peru, Lima, Peru             | Equador                                      | 1–0                                          | 2–1                                          | Eliminatórias                                |
| 5.                                           | 6 de outubro de 2016                         | Estádio Nacional do Peru, Lima, Peru             | Argentina                                    | 2–2                                          | 2–2                                          | Eliminatórias                                |
| 6.                                           | 10 de novembro de 2016                       | Estádio Defensores del Chaco, Assunção, Paraguai | Paraguai                                     | 3–1                                          | 4–1                                          | Eliminatórias                                |
| 7.                                           | 31 de agosto de 2017                         | Estádio Monumental "U", Lima, Peru               | Bolívia                                      | 2–0                                          | 2–1                                          | Eliminatórias                                |
| 8.                                           | 29 de maio de 2018                           | Estádio Nacional do Peru, Lima, Peru             | Escócia                                      | 1–0                                          | 2–0                                          | Amistoso                                     |
| 9.                                           | 22 de março de 2019                          | Red Bull Arena, Harrison, Estados Unidos         | Paraguai                                     | 1–0                                          | 1–0                                          | Amistoso                                     |
| 10.                                          | 5 de junho de 2019                           | Estádio Monumental "U", Lima, Peru               | Costa Rica                                   | 1–0                                          | 1–0                                          | Amistoso                                     |

## Títulos
Universidad San Martín
- Campeonato Peruano: 2008, 2010

Unión Española
- Campeonato Chileno: 2013

São Paulo
- Florida Cup: 2017

Seleção Peruana
- Copa Kirin: 2011

### Prêmios individuais
- Seleção da Copa América de 2015[44]
- Seleção do Campeonato Paulista: 2017[45]